# Lift (pel·lícula)
Lift és una pel·lícula de comèdia de robatoris del 2024 dirigida per F. Gary Gray i escrita per Daniel Kunka. La pel·lícula és protagonitzada per Kevin Hart (que també va exercir-ne de productor), Gugu Mbatha-Raw, Vincent D'Onofrio, Úrsula Corberó, Billy Magnussen, Jacob Batalon, Jean Reno i Sam Worthington. Es va estrenar a Netflix el 12 de gener de 2024 amb subtítols en català.

## Producció
El març de 2021, Netflix va adquirir el guió de Dan Kunka, amb Genre Pictures de Simon Kinberg i 6th & Idaho de Matt Reeves. El setembre, es va anunciar que F. Gary Gray la dirigiria i queKevin Hart en seria el protagonista i productor.
El rodatge principal va tenir lloc de febrer a maig de 2022 a Itàlia i Irlanda del Nord. També es va gravar al març als estudis Harbour de Belfast. Les escenes es van rodar a Trieste al recinte del castell de Miramar a finals de maig. Per al rodatge, també es van utiltizar els estudis Shepperton.

## Estrena
Lift es va publicar a Netflix el 12 de gener de 2024. Originalment, s'havia d'estrenar el 25 d'agost de 2023. Tanmateix, es va ajornar com a resultat de la vaga d'SAG-AFTRA de 2023 als Estats Units.